# Tridenchthonius
Tridenchthonius es un género de pseudoescorpiones de la familia Tridenchthoniidae. La siguiente es la lista de especies perteneciente a este género:
- Tridenchthonius addititius
- Tridenchthonius africanus
- Tridenchthonius beieri
- Tridenchthonius brasiliensis
- Tridenchthonius buchwaldi
- Tridenchthonius cubanus
- Tridenchthonius donaldi
- Tridenchthonius gratus
- Tridenchthonius juxtlahuanca
- Tridenchthonius mexicanus
- Tridenchthonius parvidentatus
- Tridenchthonius parvulus
- Tridenchthonius peruanus
- Tridenchthonius serrulatus
- Tridenchthonius surinamus
- Tridenchthonius trinidadensis